# Kemény István (költő)
Kemény István (Budapest, 1961. október 28. –) József Attila-díjas magyar író, költő. Kemény Lili és Kemény Zsófi apja.

## Élete és munkássága
Édesanyja tanítónő, 1999-ben elhunyt édesapja szobrász volt. Középiskolai tanulmányait Budaörsön végezte. Az érettségi után négy évig jogot tanult, majd átjelentkezett az ELTE Bölcsészettudományi Karra, ahol 1990-ben magyar–történelem szakon szerzett diplomát.
A középkori Magyarország elbukott 1526-ban, az újkori 1944-ben, és ez a frusztrált, de küldetéses maradványország most múlik ki csendesen a szemünk előtt. Nincs itt már önálló kis világ, nincs egek ostromlása.

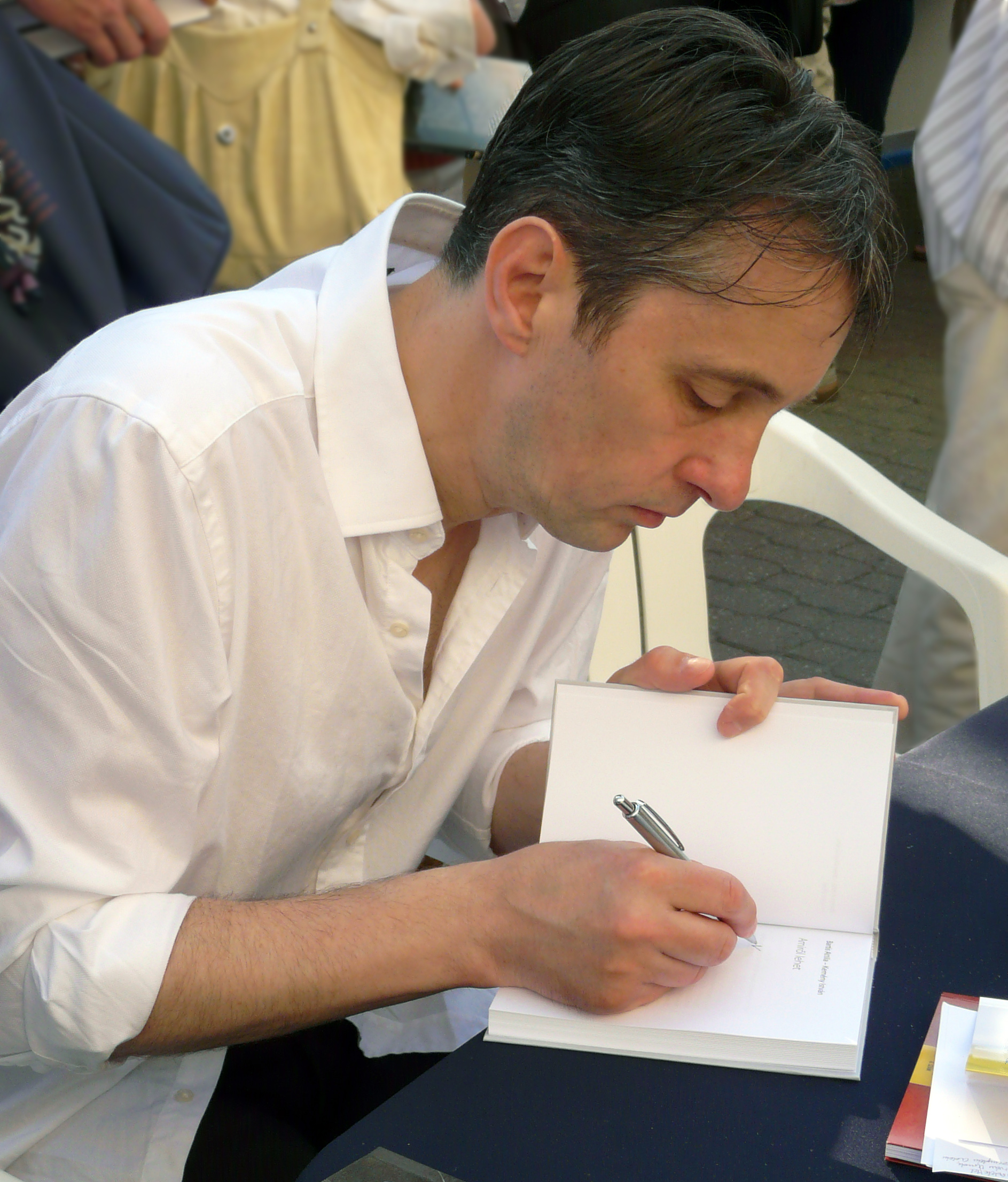
Kemény István dedikál az Ünnepi Könyvhéten. Budapest, 2011. június

Írásaival először a diákírók, diákköltők sárvári találkozóján szerzett elismerést. Első, ma is „vállalható” versének az 1980–1981 folyamán született Tudod, hogy tévedek címűt tartja, amely válogatott versei 1998-as gyűjteményének nyitódarabja lett. 1984-es bemutatkozó kötetét 2006-ig hét versgyűjtemény követte.
Számos kritikusa nemzedéke legjelentékenyebb költői között tartja számon. Parti Nagy Lajos szerint „költészetén immár több nemzedék nőtt fel, a sajátja is bizonyos fokig és az utána jövők is. Alapember, nem nagyon kerülhető meg, noha nem mondhatnám, hogy bárkinek útjában állna.”
Első prózakötetét, Az ellenség művészete című kisregényt 1989-ben adták ki. Az Élet és Irodalomban 1992-től 1996-ig közzétett tárcáiból készült összeállítás 1997-ben jelent meg. Első nagyregénye Kedves Ismeretlen címmel 2009-ben látott napvilágot.
A 2006. februári Holmiban nagy visszhangot kiváltott esszét publikált a Domokos Mátyás által szerkesztett Ady-szemelvénygyűjtemény kapcsán. Írt drámát, rádiójegyzetet, fülszövegeket, ponyvaregényt (álnéven), dialógusokat a Barátok közt című sorozat számára, és több fordítása (többek között tucatnyi Nick Cave-magyarítása) is megjelent.

## Fontosabb művei

### Verseskötetek
- Csigalépcső az elfelejtett tanszékekhez (Eötvös Loránd Tudományegyetem, Budapest, 1984)
- Játék méreggel és ellenméreggel (1987)
- Témák a Rokokó-filmből (Holnap, Budapest, 1991)
- A koboldkórus (József Attila Kör – Pesti Szalon, Budapest, 1993)
- A néma H (Pesti Szalon, Budapest, 1996)
- Valami a vérről. Válogatott és új versek (Palatinus, Budapest, 1998)
- Hideg. Versek 1996–2001 (Palatinus, Budapest, 2001)
- Élőbeszéd (Magvető, Budapest, 2006)
- Állástalan táncosnő. Összegyűjtött versek 1980–2006 (Magvető, Budapest, 2011)
- A királynál (Magvető, Budapest, 2012)
- Kemény István legszebb versei; vál., szerk., utószó Németh Zoltán; AB-art, Bratislava, 2016
- Nílus. Versek; Magvető, Bp., 2018
- Lovag Dulcinea; Magvető, Bp., 2024

### Regények
- Az ellenség művészete (Holnap, Budapest, 1989)
- Kedves Ismeretlen (Magvető, Budapest, 2009)
- Budapest Nagyregény (Budapest Brand Nonprofit Zrt., Bp., 2023) (társszerző)

### Tárcák
- Család, gyerekek, autó (Palatinus, Budapest, 1997)

### Dráma
- A félszent. Tragédia három felvonásban (Bartis Attilával; In Pompeji, 1995. 4. sz.)

### Esszék
- A Kafka-paradigma (Vörös Istvánnal; Széphalom, Budapest, 1994)
- A világ leírása, részlet; fotó Bartis Attila, szöveg Kemény István; Deák Erika Galéria, Bp., 2016
- Lúdbőr. Esszék; Magvető, Bp., 2017
- Komp-ország, a hídról (inː Holmi, 2006. 2. sz. 220–226. o.)
- Állástalan táncos. Válogatott versek és válaszok Hegyi Katalin kérdéseire; Magvető, Bp., 2021

### Idegen nyelven
- Franz Josef Czernin–Kemény István: Gedichte zweisprachig. Versek két nyelven; Kortina, Wien–Bp., 2009 + CD (Dichterpaare)
- Zsivogovorene; bolgárra ford. Martin Hrisztov; Ergo, Szófia, 2010 (Moderna evropejska lira)
- Discurso vivo; spanyolra ford. María Elena Szilágyi Chebi; Baile del Sol, Tegueste, 2011 (Deleste)

## Díjai
- Kilencek-díj (1986)
- A Szépirodalmi Könyvkiadó Nívódíja (1988)
- KISZ-díj (1988)
- Móricz Zsigmond-ösztöndíj (1989)
- A Jövő Irodalmáért Jutalom (1989)
- Holnap Kiadó Nívódíja (1990)
- Soros-ösztöndíj (1994)
- Hidas Antal-díj (1994)
- Robert Graves-díj (1995)
- Déry Tibor-díj (1997)
- József Attila-díj (1997)
- Zelk Zoltán-díj (2001)
- Arany János-ösztöndíj (2002)
- Palatinus-díj (2002)
- JAK-díj (2004)
- Székely Bicska-rend (2006)
- Palládium díj (2007)
- Magyar Köztársaság Babérkoszorúja díj (2007)
- Márai Sándor-díj (2010)
- Hévíz Irodalmi Díj (2016)[7]
- Babits Mihály Alkotói Emlékdíj (2016)
- Térey János-ösztöndíj (2020)
- Baumgarten-díj (2023)